# Sic et non
 Sic et non  лат. (изговор: сик ет нон). Тако је и није тако; да и не. (Пјер Абелар)

## Поријекло изреке
У свом спису, под насловом „Sic et non“, Пјер Абелард или Абелар ,(фр. Pierre Abailard/Abélard), француски филозоф- схоластичар, наводи међусобно супротстављене изреке.

## Тумачење
Типично схоластички приступ.  Строгом употребом логике, проналази се прихватљиво становиште међу супарничким ауторитетима.